# صفحه شطرنج

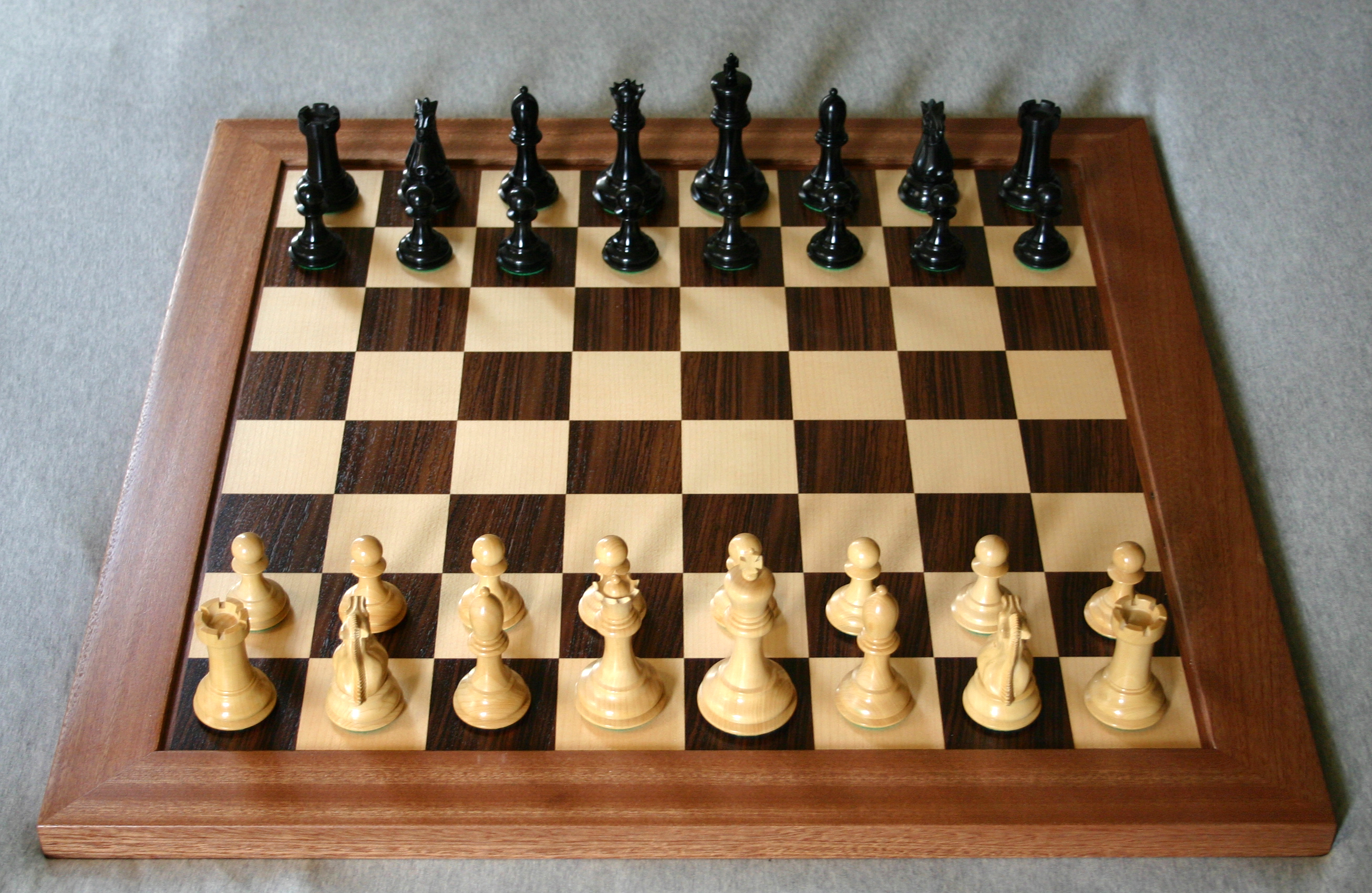
یک صفحهٔ شطرنج با مهره‌هایش

صفحهٔ شطرنج یا تختهٔ شطرنج (به انگلیسی: ChessBoard) به صفحه‌ای می‌گویند که بازی شطرنج روی آن انجام می‌گیرد. این صفحه ۸×۸ است و به‌صورت یکی‌درمیان شامل ۳۲ خانهٔ سفید و ۳۲ خانهٔ سیاه است. هر بازیکن شطرنج باید ۱۶ مهره (هشت سرباز، دو اسب، دو فیل، دو رخ، یک وزیر و یک شاه) در این صفحه بچیند.
بازی شطرنج از هر سمت شروع شود به شرط چینش منظم صحیح می‌باشد.
|   | a | b | c | d | e | f | g | h |   |
| 8 |   |   |   |   |   |   |   |   | 8 |
| 7 | 7 |   |   |   |   |   |   |   |   |
| 6 | 6 |   |   |   |   |   |   |   |   |
| 5 | 5 |   |   |   |   |   |   |   |   |
| 4 | 4 |   |   |   |   |   |   |   |   |
| 3 | 3 |   |   |   |   |   |   |   |   |
| 2 | 2 |   |   |   |   |   |   |   |   |
| 1 | 1 |   |   |   |   |   |   |   |   |
|   | a | b | c | d | e | f | g | h |   |

برای بازی باید اولین خانهٔ دست راستتان خانهٔ سفید باشد. خانه‌های افقی از سمت چپ با حروف الفبای انگلیسی A تا H مشخص می‌شوند. خانه‌های عمودی از ۱ تا ۸ از پائین به بالا شماره گذاری می‌شوند. بنا بر این مهره‌های سفید در ردیف ۱ و ۲ قرار می‌گیرند و مهره‌های سیاه در ردیف ۷ و ۸. این حروف و اعداد برای ثبت بازی کاربرد دارند.
صفحهٔ شطرنج استاندارد مورد استفاده در مسابقات رسمی توسط معمار دنیل وایل در شرکت Pentagram طراحی شده‌است و در هند تولید می‌شود.